# ناخرة كبيرة العين
ناخرة كبيرة العين أو قَرْقُور أذني (الاسم العلمي: Brachydeuterus auritus)، نوع من الأسماك البحرية المنتمية إلى شعاعيات الزعانف وفصيلة أسماك الناخر. موطنها سواحل المحيط الأطلسي في إفريقيا.